# Lillasjö, Skåne
Lillasjö är en sjö i Östra Göinge kommun i Skåne och ingår i Skräbeåns huvudavrinningsområde.